# Parada (Alfândega da Fé)

Parada é uma povoação portuguesa do Município de Alfândega da Fé que foi sede da extinta Freguesia de Parada, freguesia que tinha 10,25 km² de área e 124 habitantes (2011), e, portanto, uma densidade populacional de 12,1 hab./km².
A Freguesia de Parada foi extinta (agregada) em 2013, no âmbito de uma reforma administrativa nacional, tendo sido agregada à freguesia de Sendim da Ribeira, para formar uma nova freguesia denominada União das Freguesias de Parada e Sendim da Ribeira da qual é sede.

## População
| População da freguesia de Parada (1864 – 2011) | População da freguesia de Parada (1864 – 2011) | População da freguesia de Parada (1864 – 2011) | População da freguesia de Parada (1864 – 2011) | População da freguesia de Parada (1864 – 2011) | População da freguesia de Parada (1864 – 2011) | População da freguesia de Parada (1864 – 2011) | População da freguesia de Parada (1864 – 2011) | População da freguesia de Parada (1864 – 2011) | População da freguesia de Parada (1864 – 2011) | População da freguesia de Parada (1864 – 2011) | População da freguesia de Parada (1864 – 2011) | População da freguesia de Parada (1864 – 2011) | População da freguesia de Parada (1864 – 2011) | População da freguesia de Parada (1864 – 2011) |
| ---------------------------------------------- | ---------------------------------------------- | ---------------------------------------------- | ---------------------------------------------- | ---------------------------------------------- | ---------------------------------------------- | ---------------------------------------------- | ---------------------------------------------- | ---------------------------------------------- | ---------------------------------------------- | ---------------------------------------------- | ---------------------------------------------- | ---------------------------------------------- | ---------------------------------------------- | ---------------------------------------------- |
| 1864                                           | 1878                                           | 1890                                           | 1900                                           | 1911                                           | 1920                                           | 1930                                           | 1940                                           | 1950                                           | 1960                                           | 1970                                           | 1981                                           | 1991                                           | 2001                                           | 2011                                           |
| 298                                            | 267                                            | 331                                            | 331                                            | 376                                            | 343                                            | 361                                            | 408                                            | 414                                            | 383                                            | 347                                            | 239                                            | 225                                            | 185                                            | 124                                            |

## Património
- Santuário de Santo Antão da Barca
- Castelo da Marruça